# Col·legi Maria Immaculada de Tremp
El Col·legi Maria Immaculada es troba a la ciutat de Tremp, (Pallars Jussà).
El col·legi és un centre religiós que va ser fundat l'any 1859 per Maria Antònia París i per Sant Antoni Maria Claret (fundadors de la congregació claretiana). Aquesta congregació cristiana està formada per missioneres i missioners claretians que tenen col·legis d'aquesta congregació per tot el món: a Argentina, Colòmbia, Costa Rica, El Salvador, Espanya, Brasil, Filipines, Guatemala, Hondures, India, Japó, Panamà, Uruguai i Veneçuela. Durant aquests anys l'escola ha anat canviant segons les necessitats de la comarca. En els seus inicis era una escola femenina i amb internat però a partir dels anys 70 passa a ser una escola mixta.
En l'actualitat el nombre d'alumnes del centre és de 330 i el de professors, sense incloure vetlladors, és de 29. El centre abraça els diferents nivells que van des dels 2 fins als 16 anys. Aquests inclouen servei de guarderia, Educació Infantil (3-5 anys), Educació Primària (6-11 anys) i Educació Secundària Obligatòria (12-16 anys).